# Centre de commandement des opérations de sécurité
Pour les articles homonymes, voir CECOS.
Le Centre de commandement des opérations de sécurité (CECOS) était une unité d'élite de la gendarmerie ivoirienne spécialisée dans les opérations de contre-terrorisme et de combat urbain. Le CECOS fut créé par le 2 juillet 2005 (décret no 2005-245) et dissout en mai 2011 à la suite de la fin de la guerre civile et de la réforme de la sécurité intérieure qui s'ensuivit.

## Missions
Officiellement, le CECOS avait pour cadre d'intervention la lutte contre :
- la criminalité urbaine ;
- le grand banditisme ;
- les violences urbaines ;
- la délinquance et l'insécurité routière (lutte contre les coupeurs de route).

Ses prérogatives pouvaient être étendues aux domaines suivants : 
- assurer la défense opérationnelle du district d’Abidjan (en cas de crise majeure) ;
- neutraliser des forcenés et arrêter des personnes dangereuses et armées